# Jakob Alrik Åkerhielm
Jakob Alrik Åkerhielm af Margretelund, född 8 juni 1782 på Lindevad säteri i Allhelgona socken, död 13 april 1856 i Stockholm, var en svensk militär.

## Biografi
Åkerhielm blev kadett vid Krigsakademien på Karlberg 1797 och han utexaminerades därifrån 1802. Han placerades därefter som kornett vid livregementsbrigadens dragonkår samma år, han blev löjtnant där 1808 och ryttmästare och regementskvartermästare vid livgardet till häst 1809. Åkerhielm blev överstelöjtnant i armén 1815 och utsågs till Kammarherre samma år. Han blev brigadadjutant vid livregementsbrigaden 1817 och  adjutant till presidenten i krigskollegium Gustaf Wilhelm af Tibell 1824. Han erhöll avsked från sin  brigadadjutantstjänst 1842 med tillstånd att kvarstå såsom överstelöjtnant i armén. 
Som militär deltog han i expeditionen till Västerbotten 1809 där han tjänstgjorde som adjutant till generalen Wachtmeister och vid bataljen vid Sävar. Han medverkade även i krigshandlingarna i Tyskland 1813 och var under stormningen av Leipzig placerad i excellensen Adlercreutz stab, samt fälttåget mot Norge 1814. Han tilldelades guldmedalj för tapperhet i fält 1813, riddare av Svärdsorden 1814 samt Karl XIVJohan:s medaljen 1855. 
Jakob Alrik Åkerhielm af Margretelund var son till Samuel Fredrik Åkerhielm (1748-1800) och Fredrika Lovisa Uggla (1746-1794) som var dotter till häradshövdingen Samuel Uggla (1711-1782). Han var bror till statsrådet Gustaf Fredrik Åkerhielm 1776-1853. Åkerhielm är begraven på Bromma kyrkogård Stockholms län.